# Batrachyla nibaldoi
Batrachyla nibaldoi е вид жаба от семейство Ceratophryidae.

## Разпространение
Видът е разпространен в Чили.